# ۱۴۲۷ (قمری)
۱۴۲۷ (قمری)، هزار و چهارصد و بیست و هفتمین سال در گاهشماری هجری قمری است. اول محرم این سال برابر با سی و یکم ژانویه سال ۲۰۰۶ میلادی است.
روز ۱۹ ژولای سال ۶۲۲ میلادی مصادف است با روز ۱/۱/۱ هجری قمری و روز ۱/۰۴/۲۷ هجری شمسی